# Melieria oxiana
Melieria oxiana är en tvåvingeart som beskrevs av Kameneva 1996. Melieria oxiana ingår i släktet Melieria och familjen fläckflugor. Inga underarter finns listade i Catalogue of Life.